# Floretta Boonzaier
Floretta Avril Boonzaier es una psicóloga y educadora sudafricana. Se desempeña como profesora de Psicología en la Universidad de Ciudad del Cabo. Se destaca por su trabajo en psicologías feministas, críticas poscoloniales, subjetividad en relación con la raza, el género y la sexualidad, y violencia de género, y psicologías cualitativas, especialmente métodos narrativos, discursivos y participativos. Dirige el Centro de Psicologías Feministas Decoloniales en África con Shose Kessi.

## Biografía
Obtuvo un doctorado en psicología por la Universidad de Ciudad del Cabo en 2005 con una tesis centrada en la construcción de subjetividades en relación con la violencia en las relaciones íntimas heterosexuales. Desde entonces, trabaja en el Departamento de Psicología de la Universidad de Ciudad del Cabo como profesora, profesora titular, profesora asociada y, desde 2018, catedrática. Fue becaria Mandela en el Instituto WEB Du Bois de la Universidad de Harvard de 2009 a 2010.
Es una de las líderes del Black Academic Caucus de la Universidad de Ciudad del Cabo y ha participado en debates sudafricanos sobre la cultura de la violación y las protestas Rhodes Debe Caer. También es miembro de la junta directiva de la ONG Recursos Dirigidos a la Prevención del Abuso y Abandono Infantil.

## Premios
Recibió el Premio Mujeres Sudafricanas en la Ciencia del Departamento de Ciencia y Tecnología en 2010. En 2019 recibió el Premio UCT Advancing Womxn. Es acreedora de la beca Harvard-Mandela y la beca de la Fundación Shiela Biddle Ford en el Centro Hutchins para la Investigación Africana y Afroamericana.

## Publicaciones
- Panafricanismo y psicología en la época descolonial, con Shose Kessi y Babette Gekeler (2021)
- Hombres, masculinidades y violencia de pareja, con Lucas Gottzén y Margunn Bjørnholt (Routledge, 2021)
- Psicología comunitaria feminista descolonial, con Taryn van Niekerk (Springer, 2019)
- Involucrar a los jóvenes en el activismo, la investigación y la praxis pedagógica: perspectivas transnacionales e interseccionales sobre género, sexo y raza, con Jeff Hearn, Kopano Ratele y Tamara Shefer (Routledge, 2018)
- Mujeres sudafricanas que viven con el VIH: lecciones globales de voces locales (Indiana University Press, 2013)
- El Género de la Psicología (Juta Academic, 2006)